# 張承駿
張承駿（1994年4月12日—），原名張進龍，為台灣前棒球選手，曾效力於中華職棒富邦悍將隊，守備位置為捕手。於2016年季中選秀落選，後以自主培訓選手身分入隊，2018年10月22日以生涯規劃為由自請離隊。其三名兄弟張進德、張育成、張偉聖亦為職棒球員。

## 經歷
- 臺東縣成功鎮三民國小少棒隊
- 臺東縣東河鄉泰源國小少棒隊
- 臺東縣泰源國中青少棒隊
- 臺中市國立中興大學附屬臺中高級農業職業學校青棒隊
- 爆米花夏季聯盟台中威達成棒隊（2014年5月24日－2014年8月）
- 臺中市國立臺灣體育運動大學棒球隊（富邦公牛）
- 中華職棒義大犀牛、富邦悍將隊（2016年8月27日－2018年10月22日）